# Sonja Lapajne Oblak
Sonja Lapajne, slovenska arhitektka, partizanka in prvoborka, * 1906, Šentvid pri Ljubljani, † 1995, Ljubljana.
Leta 1941 je vstopila v NOB. 1943 so jo ujeli in zaprli Italijani. Po italijanski kapitulacija je prišla v nemška taborišča, kjer je ostala do konca vojne.

## Odlikovanja
- red dela II. stopnje
- red bratstva in enotnosti II. stopnje
- red zaslug za ljudstvo
- partizanska spomenica 1941